# خوابگاه

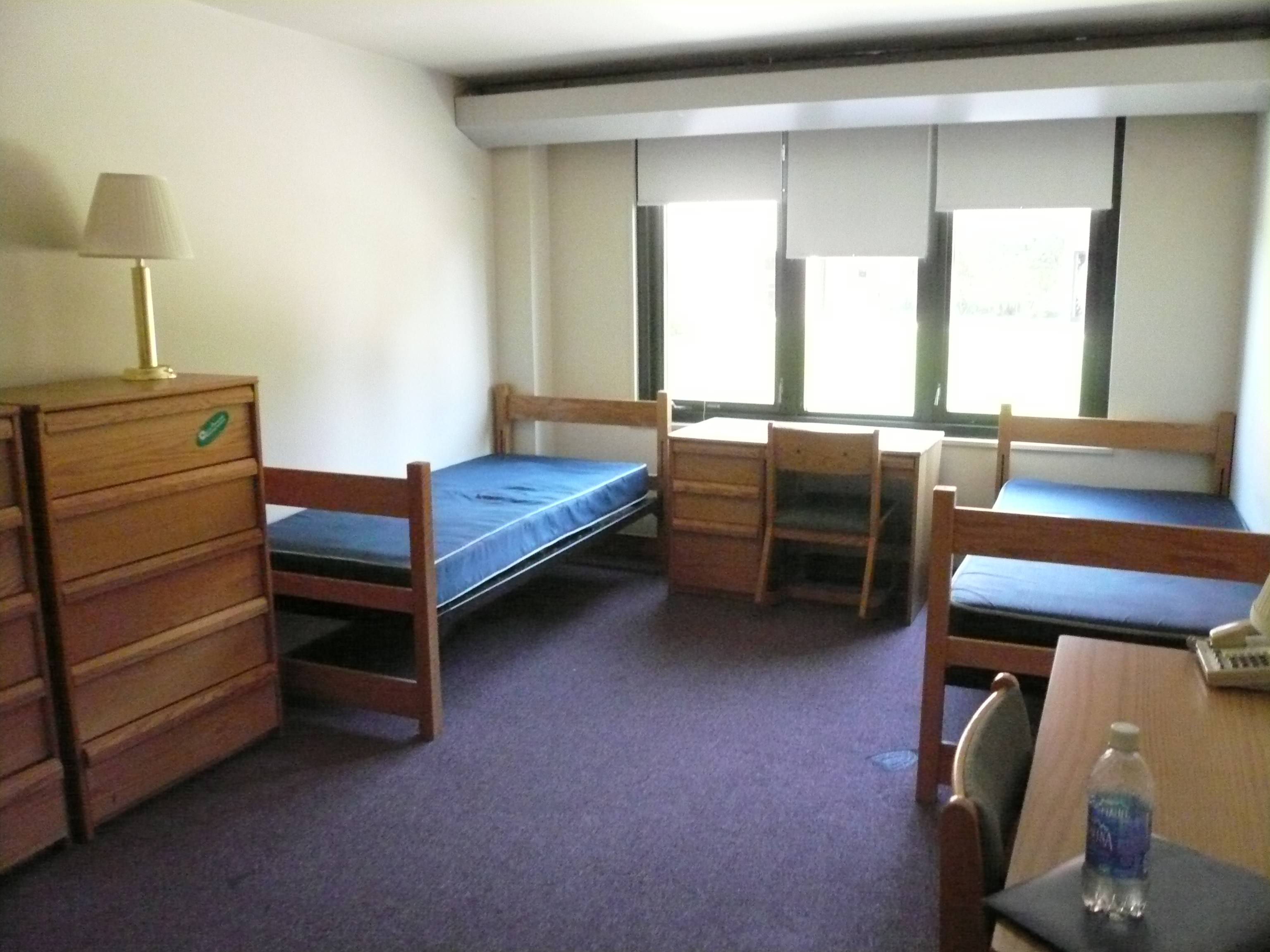
یک اتاق در خوابگاه دانشجویی قبل از ورود دانشجویان

خوابگاه (به انگلیسی: dormitory) یا لیلیه (به فارسی افغانستان) نوعی مکان اقامتی است که معمولاً برای اقامت گروه بزرگی از افراد مرتبط با هم یا هم‌صنف طراحی می‌شود. خوابگاه‌ها در دانشگاه‌ها، کالج‌ها، مدرسه‌های شبانه‌روزی رواج بیشتری دارند. پادگان‌های نظامی، مجتمع‌های ورزشی، ادارات و شرکت‌های بزرگ نیز به‌طور معمول دارای امکانات اقامتی و خوابگاهی هستند.

## خوابگاه دانشجویی

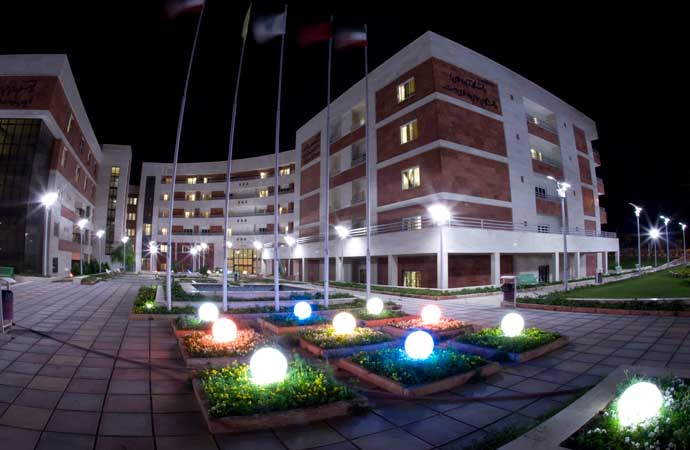
خوابگاه دانشجویی دانشگاه آزاد قزوین یکی از بزرگترین خوابگاه‌های ایران است.

- خوابگاه دانشجویی با مدیریت دانشگاه و برای اسکان دانشجویان کار می‌کند.
- دانشجویان متقاضی سکونت در خوابگاه، در طول تحصیل به صورت فردی یا گروهی، تمام یا بخشی از دوران تحصیلی خود را در خوابگاه می‌گذرانند[۱]
- خوابگاه‌های دانشجویی برای اقامت دانشجویان در پردیس دانشگاه یا در بیرون از محیط دانشگاه طراحی و ساخته می‌شوند.
- اتاق‌های خوابگاه‌های دانشجویی می‌تواند انفرادی یا گروهی باشد.